# Райзах, Карл Август фон
Карл Август фон Райзах (нем. Karl August von Reisach; 6 июля 1800, Рот, курфюршество Бавария — 22 декабря 1869, Контамин-сюр-Арв, Вторая империя) — баварский куриальный кардинал. Епископ Айхштета с 11 июля 1836 по 1 октября 1846. Коадъютор, с правом наследования, Мюнхена и Фрайзинга, сохраняя епархию Айхштета в период коадъторства с 12 июля 1841 по 1 октября 1846. Архиепископ Мюнхена и Фрайзинга с 1 октября 1846 по 19 июня 1856. Префект Священной Конгрегации по коррекции книг Восточной Церкви с 14 мая 1859 по 25 сентября 1861. Префект Священной Конгрегации образования с 25 сентября 1861 по 22 декабря 1869. Камерленго Священной Коллегии Кардиналов с 22 февраля 1867 по 13 марта 1868. Кардинал-священник с 17 декабря 1855, с титулом церкви Сант-Анастазия с 20 декабря 1855, in commendam с  27 сентября 1861. Кардинал-священник с титулом церкви Санта-Чечилия с 27 сентября 1861 по 22 июня 1868. Кардинал-епископ Сабины с 22 июня 1868.